# 1-Hexyl-3-methylimidazoliumbis(trifluormethylsulfonyl)amid
1-Hexyl-3-methylimidazoliumbis(trifluormethylsulfonyl)amid ist ein organisches Salz, das bei Raumtemperatur als klare Flüssigkeit vorliegt. Auf Grund des geringen Schmelzpunkts ist es eine Raumtemperatur-ionische Flüssigkeit (RTIL).

## Gewinnung und Darstellung
Die ionische Flüssigkeit kann durch Anionenmetathese von 1-Hexyl-3-methylimidazoliumbromid mit Lithiumbis(trifluormethylsulfonyl)amid gewonnen werden.

## Eigenschaften
1-Hexyl-3-methylimidazoliumbis(trifluormethylsulfonyl)amid ist eine hydrophobe ionische Flüssigkeit. Es besitzt eine elektrische Leitfähigkeit von 2,27 mS·cm−1 und ein elektrochemisches Fenster von 5,3 V.

## Verwendung
Die ionische Flüssigkeit wird als Lösungsmittel in verschiedenen Reaktionen, wie Glykosylierungen und Suzuki-Kupplungen sowie für die Synthese weiterer ionischer Flüssigkeiten eingesetzt. Die Substanz wird als Komponente für Weltraum-Schmierstoffe untersucht.